# (37040) 2000 UP22
2000 UP22 (asteroide 37040) é um asteroide da cintura principal. Possui uma excentricidade de 0.04646290 e uma inclinação de 4.54651º.
Este asteroide foi descoberto no dia 24 de outubro de 2000 por LINEAR em Socorro.